# Andreu Mayayo i Artal
Andreu Mayayo i Artal (Samper de Calanda, Aragó, 10 de maig de 1959) és catedràtic d'Història Contemporània i Món Actual de la Universitat de Barcelona i director del Centre d'Estudis Històrics Internacionals-Pavelló de la República. Director de Segle XX. Revista Catalana d'Història, forma part dels consells de redacció de les revistes L'Avenç, Sàpiens i El Contemporani. És membre de la Junta de Govern del Memorial Democràtic de Catalunya i col·labora habitualment a les tertúlies de RAC 1, El debat de la 1 de TVE, Ràdio 4, Catalunya Ràdio i BTV.
Com a historiador, les seves línies d'investigació s'han dirigit vers la història local, el món rural, moviments socials i la transició política espanyola.
Políticament, ha ocupat diversos càrrecs dins els partits PSUC i ICV, i ha estat alcalde de Montblanc en dues ocasions, els anys 1991-1993 i 1995-1999. L'any 1995 davant de la cita electoral municipal, impulsà unes primeres primàries obertes a tot el cens que havien de servir per confeccionar la candidatura. Els ciutadans montblanquins reberen a casa seva un sobre individual amb una llista de trenta persones de les quals havien d'estriar-ne set. En aquesta llista hi havia persones de totes les tendències polítiques i independents, tot i que incloïa un bon nombre de militants d'Iniciativa per Catalunya. Els que obtinguessin més vots formarien part de la candidatura que acompanyaria com a cap de llista Andreu Mayayo, ja que aquest no figurava entre les persones a triar. Aquest fet fou molt criticat per la resta de partits. 1.079 persones van prendre part en aquesta consulta, una quarta part del cens.
L'any 1998 va tenir un enfrontament amb la justícia en haver estat acusat de prevaricació.

## Publicacions principals[7]
- La Conca de Barberà 1890-1939: de la crisi agrària a la guerra civil (Centre d'Estudis de la Conca de Barberà, 1986)
- De pagesos a ciutadans. Cent anys de sindicalisme i cooperativisme agraris a Catalunya (1893-1994) (Afers, 1995)
- La ruptura catalana. Les eleccions del 15 de juny de 1977 (Afers, 2002)
- Recuperació de la memòria històrica o reparació moral de les víctimes? (L'Avenç, núm 314, 2006)
- La veu del PSUC. Josep Solè Barberà (1913-1988) (L'Avenç, 2007; hi ha versió castellana a RBA, 2008)
- Economía franquista y corrupción. Para no economistas y no franquistas. (Flor del Viento, 2010) con Paola Lo Cascio y José Manuel Rúa.
- La dictadura franquista: la institucionalització d'un règim (Universitat de Barcelona, 2012) [editor juntament amb Teresa Abelló i Antoni Segura].
- L'error metonímic i l'error metafòric. Via: revista del Centre d'Estudis Jordi Pujol, núm. 2 (2013), pp. 41-52.
- Die Konterrevolutions im Spanischen Bildungsweswn", Jahrbuch für Pädagogik, (2013), pp. 191-204.
- Y el mundo cambió de base. Una mirada histórica a la revolución rusa (Yulca, 2017) [editor junto con José Manuel Rúa].

### Altres publicacions[8]
- Aracil, Rafael; Segura, Antoni; Mayayo i Artal, Andreu. Memòria de la transició a Espanya i a Catalunya IV : els joves de la transició.  Universitat de Barcelona. Publicacions i Edicions, juliol 2003. ISBN 978-84-8338-407-7.
- Mayayo i Artal, Andreu. Destrucció del món rural català, la : 1880-1980.  Universitat de Barcelona. Publicacions i Edicions, gener 1991. ISBN 978-84-7875-117-4.
- Mayayo i Artal, Andreu. Josep Torrents, (1899-1943) : pagès de Bellveí del Penedès: dirigent agrari català.  El Mèdol, abril 1988. ISBN 978-84-86542-08-5.